# Donec

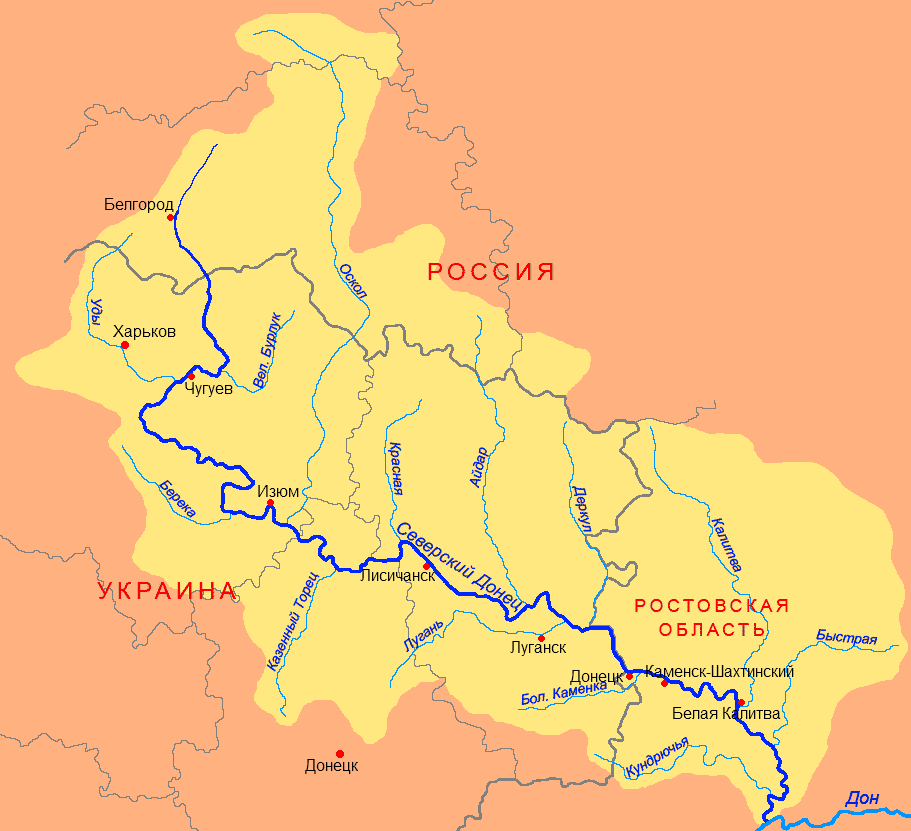
Il bacino del Donec

Il Donec (in russo ed ucraino Донец?; pronuncia russa: dɐˈnʲet͡s), chiamato anche Severskij Donec (in russo Северский Донец?), o Sivers'kyj Donec' (in ucraino Сіверський Донець?), traslitterato in italiano anche come Donez, in passato chiamato anche Tanai Minore, è un fiume della Russia europea meridionale e dell'Ucraina nord-orientale, tributario di destra del Don.
Il suo corso interessa le oblast' russe di Belgorod e Rostov e le oblast' ucraine di Charkiv, Donec'k e Luhans'k.

## Percorso
Il Donec ha origine dal versante occidentale dei rilievi collinari del rialto centrale russo, nella parte occidentale della oblast' di Belgorod. Scorre inizialmente con direzione meridionale, passando a breve distanza dalle città di Belgorod prima di varcare la frontiera a Vovčans'k ed entrare in Ucraina, nella oblast' di Charkiv dove forma il bacino artificiale di Pečenigy. Superatolo, il fiume riceve gli affluenti Udy e Velikij Burluk (lungo 93 km) e la sua valle si allarga. Il fiume volge il suo corso in direzione dapprima sud-occidentale, successivamente (dopo Čuhuïv) sud-orientale; vengono toccate le città di Balaklija e Izjum e vengono ricevuti gli affluenti Oskol (da sinistra) e Bereka (102 km, da destra).
Entrato nell'oblast' di Donec'k, la valle del fiume si restringe e le sponde del fiume si fanno più alte; il fiume tocca la cittadina di Rajgorodok (da dove si distacca il canale Donec-Donbass) e riceve da destra l'affluente Kazennyj Torec (lungo 129 km). Entra successivamente nell'oblast' di Luhans'k, toccando le importanti città di Rubižne, Lysyčans'k, Sjevjerodonec'k e Luhans'k, e ricevendo l'affluente (da sinistra) Ajdar.
Proseguendo in direzione sudorientale, rientra in territorio russo nell'oblast' di Rostov, toccando la città di Doneck a valle della quale diventa navigabile; incontra poi la città di Kamensk-Šachtinskij, riceve dalla sinistra l'affluente Kalitva presso la città di Belaja Kalitva, dopo di che assume direzione più decisamente meridionale. Riceve infine gli affluenti Bystraja e Kundrjuč'ja e sfocia nel Don dopo alcune decine di chilometri, nei pressi di Ust'-Doneck, 218 chilometri a monte dalla sua foce nel golfo di Taganrog.